# Естествознание и марксизм
Естествозна́ние и маркси́зм — общественно-политический и научно-философский журнал, издавался в СССР в 1929—1933 годы под эгидой Коммунистической академии ЦИК СССР.

## История
Журнал основан в 1929 году и издавался в Москве Партийным издательством. В 1929—1930 годы назывался «Естествознание и марксизм» и являлся органом Секции естественных и точных наук Комакадемии. В 1931—1932 гг. был переименован и стал называться «За марксистско-ленинское естествознание», в 1931—1933 годы журнал являлся органом Ассоциации институтов естествознания Комакадемии. Закрыт в 1933 году. Членом редакционной коллегии журнала был советский учёный-генетик, философ биологии И. И. Агол. 
Журнал упоминается в книге лауреата Нобелевской премии по экономике Ф. фон Хайека «Дорога к рабству» в качестве примера того, как контроль над информацией в тоталитарном обществе затрагивает аполитичные науки. Автор приводит ряд характерных для издания названий статей: «За партийность в математике», «За чистоту марксистско-ленинского учения в хирургии».

## Редакторы
Редакторами журнала были:
- О. Ю. Шмидт (в 1929—1930),
- Э. Я. Кольман (в 1931—1933).